# Ri Kwang-hyok
Ri Kwang-hyok (ur. 17 sierpnia 1987 w Pjongjang) – północnokoreański piłkarz występujący na pozycji obrońcy w klubie Kyonggongop.

## Kariera
Ri Kwang-hyok od początku swojej kariery związany jest z klubem Kyonggongop. W 2007 roku zadebiutował w reprezentacji Korei Północnej. Został powołany do kadry na Mistrzostwa świata 2010.